# Christo (auteur)
Pour les articles homonymes, voir Christian Godard.
Christo, né Christian Godard le 7 décembre 1923 à Auderghem (province de Brabant) et mort le 15 janvier 1995 à Étampes (Essonne), est un auteur de bande dessinée et illustrateur belge.

## Biographie
Christian, Firmin, Jacques Godard naît le 7 décembre 1923 à Auderghem, une commune bruxelloise. 
Il commence sa carrière peu après la Seconde Guerre mondiale. Il réalise sous le pseudonyme Christo Les Aventures de Domino encore appelé Le Démon Vert pour le quotidien La Cité nouvelle, recueillies en album aux éditions Campéador en 1946. Il publie Les Aventures de Toche et Mac Slip aux éditions Jupiter en 1947, et Toche et Jim Chewing. Il commence sa collaboration avec Héroïc-Albums de Fernand Cheneval en 1948 avec la série loufoque Crocky, Tibius et Petit, composée de 7 histoires. Au début des années 1950, il réalise le récit à suivre Le Crâne d'Or et deux courts récits réalistes de Jim Grant. À partir de 1951, il réalise des récits historiques, parus en France dans Johnny Texas (aux éditions Jacquiers), ainsi que des adaptations d'œuvres dramatiques telles Guillaume Tell d'après Schiller ou encore Coriolan de William Shakespeare de 1951 à 1953. Il continue à travailler pour Héroïc-Albums en 1953 avec dix récits de la série western Ange Roy jusqu'en 1956. De 1955 à 1956, il réalise seul la série Les Mystères de l'histoire sur notamment Le Vrai Nostradamus et Mata-Hari l'espionne. Cet épisode est réédité par les Cahiers de l'âge d'or en 1984. Ensuite, il quitte la Belgique pour s'installer en France à la fin des années 1950. Il continue à travailler, jusqu'à sa retraite, comme illustrateur dans Reader's Digest et pour les Éditions Larousse, notamment dans L'Histoire de France en bandes dessinées, dans les années 1970. L'éditeur La Vache qui Médite réédite son classique Le Démon Vert dans sa collection « Campéador » en janvier 2010.
Il meurt le 15 janvier 1995 à Étampes, à l'âge de 71 ans. 

## Publications

### Albums

#### Les Aventures de Domino
- 1. Le Démon vert[11], Campéador, Bruxelles, 1946
Scénario et dessin : Christo - Couleurs : noir et blanc,Réédition : Le Démon Vert, La Vache qui Médite, coll. « Campéador », janvier 2010.

#### Les Aventures de Toche et Mac Slip
- 1. Les Aventures de Toche et Mac Slip[4], Jupiter, 1947
Scénario et dessin : Christo - Couleurs : noir et blanc
- 2. Les aventures de Toche et Jim Chewing, Jupiter, 1947
Scénario et dessin : Christo - Couleurs : noir et blanc

#### Les Mystères de l'histoire
- Mata-hari - l'espionne, Les cahiers de l'âge d'or, Charleroi, décembre 1984
Scénario et dessin : Christo,Contient : Le Vrai Nostradamus.

#### Le Crâne d'or
- Le Crâne d'or, Ananké, Charleroi, octobre 2024
Scénario, dessin et couleurs : Christo -  (ISBN 978-2-87418-383-6),Publié à l'origine dans le périodique Héroïc-Albums dans le courant des années 1950/51. Tirage à 250 exemplaires . Justificatifs sous forme d'ex-libris accompagnant l'album (160 pages). Dossier introductif réalisé par Daniel Justens. Contient l'intégrale des aventures de Jim Grant soit Le Crâne d'or, Mission spéciale, Mon sosie et complété par Les Aventures de Toche et Mac Slip (1947).